# Dépouilles opimes

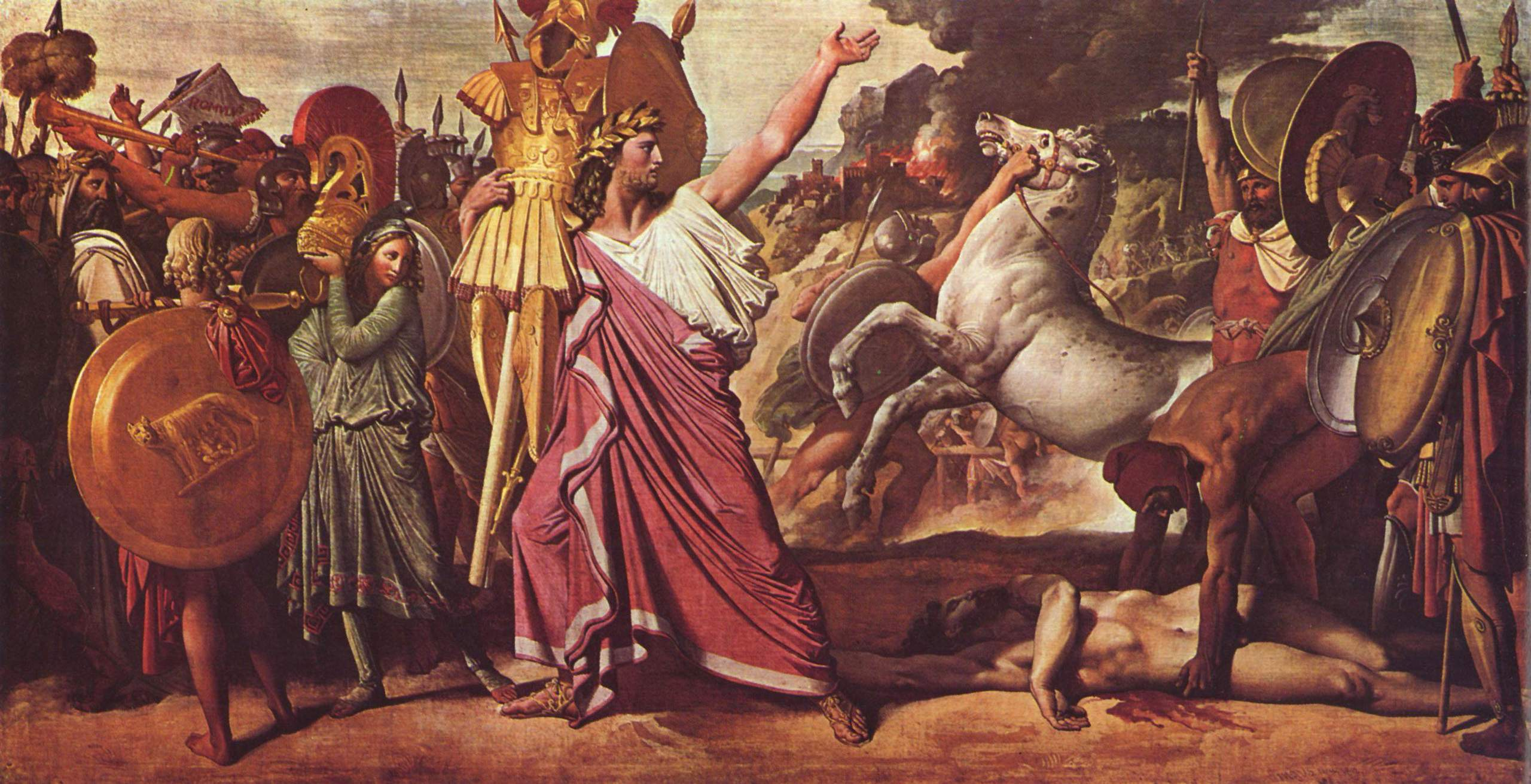
« Romulus, vainqueur d'Acron, porte les dépouilles opimes au temple de Jupiter », Jean-Auguste-Dominique Ingres, 1812.

Les dépouilles opimes (en latin : spolia opima) sont les armes et pièces d'armures pris par un général romain sur un chef ennemi tué en combat singulier, dont la consécration constitue l'honneur suprême pour le général victorieux, conférant un prestige plus important encore que la célébration d'un triomphe. Selon la tradition, cet honneur n'a été décerné que trois fois dans toute l'histoire romaine, la première fois à Romulus en 748 av. J.-C., la deuxième fois à Aulus Cornelius Cossus en 437 av. J.-C. et la troisième et dernière fois à Marcus Claudius Marcellus en 222 av. J.-C.

## La cérémonie de consécration

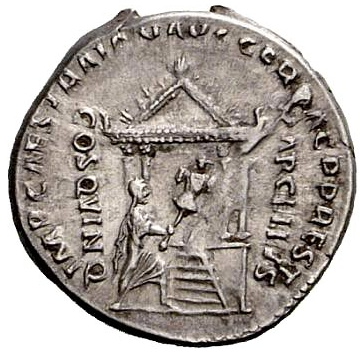
Revers d'un denarius où figure la façade du temple de Jupiter Férétrien, frappé durant le règne de Trajan.

Quand le général romain est parvenu à tuer son adversaire, chef de l'armée adverse, lors d'un duel où n'intervient aucun autre protagoniste, il peut récupérer sur le corps un trophée symbolisant sa victoire. Il peut s'agir d'armes ou de pièces d'armure, Aulus Cornelius Cossus rapportant à Rome la cuirasse en lin du roi Lars Tolumnius par exemple. Ces trophées sont fixés sur le tronc d'un chêne et rapportés à Rome pour être déposés dans le temple dédié à Jupiter Férétrien situé sur le Capitole. Ce temple aurait été construit à cet effet par Romulus qui souhaitait conserver les dépouilles prises sur le roi Acron. Le site du temple aurait été choisi du fait de la proximité d'un chêne sacré, à moins qu'il n'y ait confusion dans la tradition avec le tronc de chêne utilisé la première fois par Romulus pour attacher puis exposer ses dépouilles opimes.

« Romulus [...] coupa un grand chêne qui se trouvait dans le camp, le tailla en forme de trophée, y suspendit et ajusta les armes d’Acron, chacune dans son ordre ; puis il ceignit sa robe, il mit sur ses cheveux une couronne de laurier, il chargea le trophée sur son épaule droite et il s’avança entonnant un chant de victoire, suivi de tous ses soldats en armes. Il fut reçu à Rome avec de vifs témoignages de joie et d’admiration. Cette pompe fut l’origine et le modèle de tous les triomphes qui suivirent. [...] Cossus et Marcellus entrèrent dans Rome sur un char attelé de quatre chevaux, portant eux-mêmes leurs trophées sur leurs épaules. »

— Plutarque, Vies parallèles, Romulus, 16-17
Arrivé à Rome, le général victorieux se rend sur le Capitole, offre un sacrifice à l'un des dieux de la triade capitoline devant le temple de Jupiter capitolin, puis dédie les trophées à Jupiter Férétrien dont le petit temple se situe à proximité immédiate. Selon les récits des auteurs antiques, le général devait porter lui-même les dépouilles le long du chemin processionnel.

## Histoire

### Première consécration: Romulus
Romulus, roi légendaire fondateur de la ville de Rome, remporte les premières dépouilles opimes dès 748 av. J.-C. sur Acron, roi de Caenina, une ville établie sur les rives de l'Anio au nord-est de Rome.

### Deuxième consécration: Aulus Cornelius Cossus
C'est durant la deuxième guerre de Véies qu'un deuxième général romain remporte des spolia opima lorsque le tribun militaire Aulus Cornelius Cossus parvient à tuer en combat singulier le roi de Véies, Lars Tolumnius. Le récit antique ne permet pas de dater précisément cet événement. Selon une première hypothèse, c'est durant la bataille de l'Anio en 437 av. J.-C. que Lars Tolumnius est tué. Le dictateur romain nommé pour prendre en main le commandement dans cette guerre, Mamercus Aemilius Mamercinus, rentre à Rome en triomphe mais son prestige est éclipsé par celui de Cossus, simple tribun militaire, qui porte les dépouilles prises sur le roi ennemi jusqu'au temple du Capitole. Toutefois, cette première version semble peu réaliste, il paraît en effet peu vraisemblable qu'un dictateur disposant de pouvoirs importants et à qui le Sénat a décerné un triomphe permette qu'un autre individu puisse outrepasser cet honneur, surtout que ce dernier est de rang bien inférieur. Selon une deuxième hypothèse, Lars Tolumnius n'est mort qu'à la fin de la guerre, après la prise de Fidènes, en 426 av. J.-C. Si Cossus est encore une fois tribun militaire, il a le rang de consulaire puisqu'il a été consul en 428 av. J.-C., ce qui pourrait expliquer qu'il ait été autorisé à procéder à la cérémonie des spolia opima.

### Troisième consécration: Marcus Claudius Marcellus

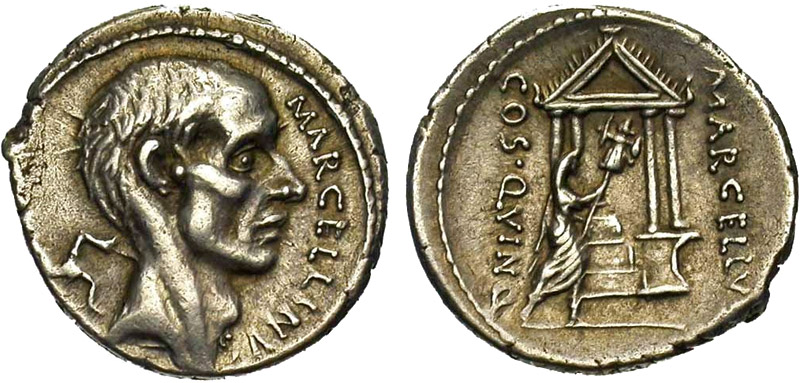
Denarius frappé vers 50 av. J.-C. par Publius Cornelius Lentulus Marcellinus, questeur en 48 av. J.-C. À l'avers, le portrait de Marcellus, et au revers, le temple de Jupiter Férétrien.

Le troisième et dernier général romain qui a bénéficié de l'honneur de consacrer des spolia opima est Marcus Claudius Marcellus qui remporte une victoire sur les Gaulois de Viridomaros dont les troupes assiègent Clastidium, près de Crémone, en 222 av. J.-C.

« Au moment où il [Marcellus] en vint aux mains, il fit vœu de consacrer à Jupiter Férétrien les plus belles armes qu’il prendrait sur les ennemis. Dans le même temps, le roi des Gaulois l’aperçut ; [...] il lança son cheval bien loin hors des rangs, et vint à sa rencontre en poussant le cri de guerre, en le défiant au combat, et en brandissant sa pique. C’était l’homme le plus grand des Gaulois ; son armure était toute resplendissante d’argent et de pourpre, et décorée de figures de diverses couleurs : on eût dit un astre étincelant. Marcellus parcourut des yeux la phalange ; et il lui sembla que ces armes étaient les plus belles de toutes : c’étaient donc celles qu’il devait offrir aux dieux pour accomplir sa promesse. Il piqua droit au guerrier, lui traversa la cuirasse d’un coup de javelot, et, de la roideur du choc, qu’augmentait l’élan du cheval de son ennemi, il le porta par terre vivant encore ; mais il l’acheva en lui assénant un deuxième et un troisième coup. Puis, sautant aussitôt de son cheval, il dépouilla le corps de ses armes, et les éleva dans ses mains vers le ciel, en disant : « Ô toi qui regardes d’en haut les grandes actions, [...], Jupiter Férétrien, je te prends à témoin que je suis le troisième des Romains qui, en combattant chef contre chef, général contre roi, ai de ma main terrassé et tué mon ennemi, et consacré à toi les prémices des dépouilles, les dépouilles opimes. Accorde-nous le même succès dans le reste de cette guerre. » »

— Plutarque, Vies parallèles, Marcellus, VII

### L'honneur décliné par Jules César
Selon Dion Cassius, le Sénat permet en 45 ou 44 av. J.-C. à Jules César, entre autres distinctions et privilèges, de suspendre des dépouilles opimes dans le temple de Jupiter Férétrien pour ses victoires en Hispanie. Il semble que César, qui n'a pas tué de ses mains le chef ennemi contrairement aux cas précédents, a décliné l'offre car aucune source antique n'y fait référence. Dion Cassius, qui écrit plusieurs siècles après les faits, a pu également commettre une erreur.

### Marcus Licinius Crassus et le refus d'Auguste
La dernière occasion pour un général romain de consacrer des dépouilles opimes revient à Marcus Licinius Crassus qui tue en combat singulier Deldo, chef des Bastarnes, lors d'une campagne dans les Balkans en 29 av. J.-C. Pour ses victoires contre les Thraces et les Gètes, Crassus se voit décerner l'honneur d'un triomphe en 27 av. J.-C. mais ne peut pas consacrer les dépouilles après intervention d'Auguste. Ce dernier considère probablement Crassus comme un ennemi politique potentiel, étant petit-fils du triumvir Crassus, rival de César, et n'ayant aucun lien de parenté avec l'empereur. Auguste appuie sa décision sur le fait que Crassus n'était pas détenteur d'un plein imperium lors de sa victoire, n'étant que proconsul de Macédoine. Or selon lui, il s'agit là d'une condition sine qua non pour obtenir l'honneur de suspendre des dépouilles dans le temple de Jupiter Férétrien. Pour dissiper tout malentendu concernant le précédent que constitue le cas Aulus Cornelius Cossus, tribun militaire seulement lorsqu'il tue Lars Tolumnius, Auguste affirme avoir déchiffré sur une inscription placée sous la cuirasse de lin du roi véien, dans le temple, le titre de consul pour Cossus. Cette affirmation ne repose sur aucune preuve tangible et il paraît peu probable qu'Auguste ait réellement pu déchiffrer une inscription vieille de plusieurs siècles écrite en latin archaïque et qui n'a pas pu être conservée dans de bonnes conditions dans un temple qui est décrit comme vétuste et sans toit (uetustate et incuria) au moment où Auguste s'y rend,. Tite-Live, qui rapporte l'anecdote de l'inscription lue par Auguste, semble hésiter sur la conduite à tenir mais préfère donner les deux versions concernant Cossus de peur de provoquer la colère d'Auguste, empereur qu'il tient en grande estime par ailleurs.

« En disant que Aulus Cornelius Cossus était tribun des soldats lorsqu'il consacra dans le temple de Jupiter Férétrien les secondes dépouilles opimes, j'ai suivi tous les auteurs qui m'ont précédé ; au reste, outre qu'on appelle proprement dépouilles opimes celles-là seules qu'un général enlève au général ennemi, et que nous ne reconnaissons pour général que celui sous les auspices duquel se fait la guerre, l'inscription même tracée sur les dépouilles prouve, contre leur assertion et la mienne, que Cossus était consul lorsqu'il s'en empara. Pour moi, j'ai entendu de la bouche même d'Auguste César, le fondateur ou le restaurateur de tous nos temples, que quand il entra dans celui de Jupiter Férétrien, qu'il releva, tombant de vétusté, il lut lui-même cette inscription sur la cuirasse de lin ; et j'aurais cru commettre une sorte de sacrilège en dérobant à Cossus le témoignage de César qui rétablit ce temple. L'erreur vient-elle de ce que nos vieilles annales, ainsi que les livres des magistrats, écrits sur toile et déposés dans le temple de Moneta, souvent cités par Macer Licinius, disent que dix ans plus tard Aulus Cornelius Cossus fut consul avec Titus Quinctius Poenus ? C'est sur quoi chacun est libre de prononcer. »

— Tite-Live, Histoire romaine, IV, 20, 5-8